# Karamat
Nell'Islam sunnita, il karamat (in arabo کرامات‎? karāmāt, pl. di کرامة‎ karamah, lett. generosità, nobiltà) si riferisce ai prodigi soprannaturali compiuti dai santi musulmani. Nel vocabolario tecnico delle scienze religiose islamiche, la forma singolare karama ha un senso simile a carisma, un favore o un dono spirituale concesso liberamente da Dio. Le meraviglie attribuite ai santi musulmani includevano le azioni fisiche soprannaturali, le predizioni del futuro e l'"interpretazione dei segreti dei cuori". Il concetto è strettamente correlato a quello di Barakah (benedizione divina) che dota l'individuo di tali capacità. La parola stessa sembra essere un prestito dal persiano o dal caucasico. Keremet è un semidio dei miracoli nella teologia Mari nella regione caucasica. Storicamente, la "credenza nei miracoli dei santi (karāmāt al-awliyāʾ, letteralmente 'meraviglie degli amici [di Dio]')" ha fatto parte dell'Islam sunnita. Ciò è evidente dal fatto che l'accettazione dei miracoli operati dai santi è data per assodata da molti dei maggiori autori dell'epoca dell'oro islamica (ca. 700-1400), così come da molti eminenti studiosi del tardo medioevo. Secondo la dottrina sunnita ortodossa, tutti i miracoli compiuti dai santi sono compiuti con il permesso di Dio, e  comportano solitamente una "rottura dell'ordine naturale delle cose" (k̲h̲āriḳ li'l-ʿāda)," o rappresentano, in altre parole, "un avvenimento straordinario che infrange la 'consuetudine divina' (sunnat Allāh) che è il normale corso degli eventi." Tradizionalmente, l'islam sunnita ha anche rigorosamente sottolineato che il miracolo di un santo, per quanto straordinario possa essere, non è mai in alcun modo il "segno di una missione profetica", e questo è stato sottolineato per salvaguardare la dottrina islamica di Maometto essendo il Sigillo dei Profeti.
La dottrina del karāmāt al-awliyāʾ, che divenne consacrata come ortodossa e richiedeva la fede in molti dei più importanti credi sunniti dell'era classica come il Credo di Tahawi (ca. 900) e il Credo di Nasafi (ca. 1000), emerse dalle due fonti dottrinali islamiche di base del Corano e degli hadith. Poiché il Corano si riferiva ai miracoli di persone sante non profetiche come Khidr (18:65–82), i discepoli di Gesù (5:111–115) e il Popolo della Caverna (18:7–26), tra molti altri, molti eminenti studiosi antichi hanno dedotto che dovesse esistere un gruppo di persone venerabili che occupavano un rango inferiore ai profeti ma che erano comunque capaci di compiere miracoli. I riferimenti nel corpus della letteratura degli hadith ai santi in bona fide operanti miracoli come il pre-islamico Jurayj̲ (apparentemente una forma araba del greco Grēgorios), hanno solo dato ulteriore credito a questa comprensione precoce dei miracoli dei santi. Lo studioso Hanbali del XIV secolo Ibn Taymiyyah († 1328), nonostante le sue ben note obiezioni alla visita delle tombe dei santi, affermò tuttavia: "I miracoli dei santi sono assolutamente veri e corretti, con l'accettazione di tutti i musulmani studiosi. E il Corano lo ha indicato in diversi luoghi, e i detti del Profeta lo hanno menzionato, e coloro che negano il potere miracoloso dei santi sono solo persone che sono innovatori e i loro seguaci." Come ha espresso uno studioso contemporaneo, praticamente tutti i maggiori studiosi dell'era classica e medievale credevano che "le vite dei santi e i loro miracoli fossero incontestabili".
Nel mondo moderno, questa dottrina dei miracoli dei santi è stata contestata da alcuni movimenti all'interno dei rami del salafismo, delwahhabismo e del modernismo islamico, poiché alcuni seguaci di alcuni di questi movimenti sono giunti a considerare l'idea stessa dei santi musulmani "come non islamici e arretrati [..]. anziché parte integrante dell'Islam che sono stati per oltre un millennio". I modernisti islamici, in particolare, hanno avuto la tendenza a respingere l'idea tradizionale dei miracoli dei santi come "superstiziosa" piuttosto che autenticamente islamica. Nonostante la presenza, tuttavia, di queste opposte correnti di pensiero, la dottrina classica continua oggi a prosperare in molte parti del mondo islamico, svolgendo un ruolo vitale nella pietà quotidiana di vaste porzioni di paesi musulmani come Pakistan, Egitto, Turchia, Senegal, Iraq, Iran, Algeria, Tunisia, Indonesia, Malesia e Marocco, così come in paesi con consistenti popolazioni islamiche come India, Cina, Russia e Balcani.